# Кутозуб тайванський
Кутозуб тайванський (Hynobius sonani) — вид хвостатих земноводних родини Кутозубі тритони (Hynobiidae). Ендемік Тайваню, де він зустрічається в Центральній гірській системі на висоті до 2750 м. Його природним місцем проживання є відкриті альпійські поляни у затінених вологих вічнозелених лісах; народжує в гірських потоках.
Дорослі самці сягають 98—129 мм завдовжки, а самиці — 90—105 мм завдовжки.
Оригінальні зразки, що використовуються для опису H. sonani, втрачено у 1923 році під час Великого кантоського землетрусу.
Кутозуб тайванський має дуже фрагментование поширення і перебуває під загрозою втрати місць проживання, здебільшого обумовленою розвитком інфраструктури туризму.